# 斎藤一郎 (労働運動家)
斎藤 一郎（さいとう いちろう、1911年（明治44年）3月15日 - 1968年（昭和43年）8月30日）は、昭和時代の労働運動家、労働評論家。

## 経歴
北海道長万部町生まれ。1930年山形県立新庄中学校（現山形県立新庄北高等学校）卒業。
1931年秋田で農民運動に参加。1932年全農全国会議秋田地方委員会を組織、日本共産党に入党。同年11月に治安維持法違反で検挙されて懲役5年の判決を受け、1939年に出獄。
敗戦後の1945年、共産党に再入党。1946年の結成時から産別会議の書記となり、党フラクションの責任者として労働運動を指導。1947年の二・一スト挫折の渦中に立つ。
1949年に労働組合政策をめぐって党中央と対立し、産別会議を離れ、共産党東京都委員に就任。同年に共産党を離党。以後、活動家グループの指導に当たるとともに、労働評論家として『二・一スト前後』『日本の労働貴族』などを執筆した。
産別会議で近い立場にあった細谷松太とも労働組合政策をめぐって対立し、民主化同盟（民同）や民同が母体となって結成された総評を批判した。

## 人物
- 産別会議の書記だった三戸信人によると、斎藤は徳田球一の側近でいわば"情報係"であったが、産別民同の旗揚げに向けた動きは党中央に漏らさなかったという。また葬式で斎藤茂吉の血縁者だったことを初めて知ったという[4]。
- 松崎明によると、1960年に高野実、清水一、松崎明らとともに安保闘争のエネルギーを引き継いで共産党を超える新党をつくろうと議論していたが、立ち消えになったとされる[5]。
- 革マル派系の出版社である「あかね図書販売」（現・KK書房）から著作集が刊行されている。いいだもも、鎌田慧、熊沢誠、小宮山量平、白石徳夫、仁田道夫、板東慧、水野秋、三戸信人、山本潔が推薦の言葉を寄せている[2]。

## 著書
- 『労働戦線統一の諸問題』（日本労農通信社、1948年）
- 『二・一スト前後――戦後労働運動史序説』（労働通信社、1955年／青木書店［青木文庫］、1956年／社会評論社、1972年）
- 『戦後日本労働運動史（上・下）』（三一書房［三一新書］、1956年）
- 『総評史』（青木書店、1957年）
- 『労働運動批判――長期低姿勢下の総評の実態分析』（三一書房［三一新書］、1959年）
- 『安保闘争史』（三一書房［さんいち・らいぶらり］、1962年）
- 『日本の労働貴族――その矛盾した思想と行動』（光文社［カッパ・ビジネス］、1965年）
- 『総評――この闘わざる大組織』（三一書房［三一新書］、1966年）
- 『戦後賃金闘争史（上・下）』（三一書房［三一新書］、1969年）
- 『戦後労働運動史』（社会評論社、1974年）
- 『呪縛からの解放』（吉本隆明、対馬忠行、関根弘、黒田寛一共著、こぶし書房、1976年）
- 『斎藤一郎著作集（全15巻・別巻）』（増山太助、村上寛治責任編集、あかね図書販売、2005年-2011年）
  - 「第1巻 戦後日本労働運動の発火点――二・一スト前後」（2006年）
  - 「第2巻 労働戦線の統一」（2006年）
  - 「第3巻 戦後日本労働運動史 上」（2005年）
  - 「第4巻 戦後日本労働運動史 中」（2005年）
  - 「第5巻 戦後日本労働運動史 下」（2005年）
  - 「第6巻 戦後労働運動の焦点」（2008年）
  - 「第7巻 官憲の暴行」（海野幸隆共著、2007年）
  - 「第8巻 日本の労働貴族」（2007年）
  - 「第9巻 労働運動批判――長期低姿勢下の総評 上」（2008年）
  - 「第10巻 労働運動批判――長期低姿勢下の総評 下」（2008年）
  - 「第11巻 安保闘争史 上」（2009年）
  - 「第12巻 安保闘争史 下」（2009年）
  - 「第13巻 戦後賃金闘争史 上」（2010年）
  - 「第14巻 戦後賃金闘争史 下」（2010年）
  - 「第15巻 総評――この闘わざる大組織」（2011年）
  - 「別巻 追悼斎藤一郎」（2011年）

## 関連文献
- 斎藤一郎(さいとう いちろう) - コトバンク
- 佃實夫ほか編 『現代日本執筆者大事典 第2巻 （人名 あ～お）』 日外アソシエーツ、1978年
- 日外アソシエーツ編 『20世紀日本人名事典 あ-せ』 日外アソシエーツ、2004年